# الجمباز في الألعاب الأولمبية الصيفية 2020
أقيمت ألعاب الجمباز في دورة الألعاب الأولمبية الصيفية 2020 في طوكيو في ثلاث فئات: الجمباز الفني والجمباز الإيقاعي والترامبولين. أقيمت جميع فعاليات الجمباز في مركز الجمباز الأولمبي بطوكيو في عام 2021. ظل برنامج عام 2020 دون تغيير عن عام 2016، على الرغم من الطلب المقدم من FIG لقبول حدث جديد يعتمد على رياضة الباركور. أثبت الطلب أنه مثير للجدل مع منظمات الباركور المتخصصة أو منظمات الجري الحر التي ضغطت من أجل عدم إدراج هذه الرياضة، والاعتراف بها كرياضة منفصلة تمامًا عن الجمباز. كان من المقرر في الأصل أن يكون مكانًا مؤقتًا، في عام 2016، أكدت سلطات طوكيو 2020 أن مركز الجمباز الأولمبي سيصبح مكانًا دائمًا، وسيعمل كمركز للمؤتمرات بعد الألعاب. قبل تجديده، كان من المتوقع أيضًا أن يستضيف المكان حدث بوتشيا في دورة الألعاب البارالمبية الصيفية لعام 2020. كان هناك تعادل واحد متواصل في الجمباز الفني: الميدالية البرونزية في نهائي أرضية السيدات.

## التأهيل
تم إصلاح مسار التأهيل لدورة الألعاب الأولمبية الصيفية 2020 بشكل كبير وتعديله اعتبارًا من عام 2016. وتم تخفيض أحداث فرق الرجال والسيدات في الجمباز الفني من خمسة أعضاء لكل فريق إلى أربعة، في حين كانت المخصصات الإضافية متاحة لما يصل إلى اثنين من المتخصصين.
في خطوة أخرى لربط العديد من مسابقات الاتحاد الدولي للجمباز بالألعاب الأولمبية، ستكون أماكن التأهل متاحة الآن بناءً على مجموع النتائج التي تم تحقيقها خلال سلسلة كأس العالم للجمباز الفني، والبطولات القارية المختلفة للجمباز الفني.

## الجدول
| Q | التأهلات | F | النهائيات |

| Date                                 | تموز\يوليو 24 | تموز\يوليو 25 | تموز\يوليو 26 | تموز\يوليو 27 | تموز\يوليو 28 | تموز\يوليو 29 | تموز\يوليو 30 | تموز\يوليو 31 | آب\أغسطس 1 | آب\أغسطس 2 | آب\أغسطس 3 | آب\أغسطس 4 | آب\أغسطس 5 | آب\أغسطس 6 | آب\أغسطس 7 | آب\أغسطس 8 |
| ------------------------------------ | ------------- | ------------- | ------------- | ------------- | ------------- | ------------- | ------------- | ------------- | ---------- | ---------- | ---------- | ---------- | ---------- | ---------- | ---------- | ---------- |
| اللاعب                               |               |               |               |               |               |               |               |               |            |            |            |            |            |            |            |            |
| الجمباز الفني فرق للرجال - الشامل    | تأهل          |               | نهائي         |               |               |               |               |               |            |            |            |            |            |            |            |            |
| الجمباز الفني الفردي للرجال - الشامل | تأهل          |               |               |               | نهائي         |               |               |               |            |            |            |            |            |            |            |            |
| الحركات الأرضية - رجال               | تأهل          |               |               |               |               |               |               |               | نهائي      |            |            |            |            |            |            |            |
| حصان الحلق - رجال                    | تأهل          |               |               |               |               |               |               |               | نهائي      |            |            |            |            |            |            |            |
| جهاز الحلق - رجال                    | تأهل          |               |               |               |               |               |               |               |            | نهائي      |            |            |            |            |            |            |
| حصان القفز - رجال                    | تأهل          |               |               |               |               |               |               |               |            | نهائي      |            |            |            |            |            |            |
| جهاز المتوازي - رجال                 | تأهل          |               |               |               |               |               |               |               |            |            | نهائي      |            |            |            |            |            |
| جهاز العقلة - رجال                   | تأهل          |               |               |               |               |               |               |               |            |            | نهائي      |            |            |            |            |            |
| فرق شامل - سيدات                     |               | تأهل          |               | نهائي         |               |               |               |               |            |            |            |            |            |            |            |            |
| الفردي الشامل - سيدات                |               | تأهل          |               |               |               | نهائي         |               |               |            |            |            |            |            |            |            |            |
| حصان القفز - سيدات                   |               | تأهل          |               |               |               |               |               |               | نهائي      |            |            |            |            |            |            |            |
| المتوازي مختلف الارتفاعات - سيدات    |               | تأهل          |               |               |               |               |               |               | نهائي      |            |            |            |            |            |            |            |
| عارضة التوازن - سيدات                |               | تأهل          |               |               |               |               |               |               |            |            | نهائي      |            |            |            |            |            |
| الحركات الأرضية - سيدات              |               | تأهل          |               |               |               |               |               |               |            | نهائي      |            |            |            |            |            |            |
| Rhythmic                             |               |               |               |               |               |               |               |               |            |            |            |            |            |            |            |            |
| الجمباز الإيقاعي فرق للسيدات-شامل    |               |               |               |               |               |               |               |               |            |            |            |            |            |            | تأهل       | نهائي      |
| الجمباز الإيقاعي الفردي للسيدات-شامل |               |               |               |               |               |               |               |               |            |            |            |            |            | تأهل       | نهائي      |            |
| الترامبولين                          |               |               |               |               |               |               |               |               |            |            |            |            |            |            |            |            |
| ترامبولين-رجال                       |               |               |               |               |               |               |               | نهائي         |            |            |            |            |            |            |            |            |
| ترامبولين -سيدات                     |               |               |               |               |               |               | نهائي         |               |            |            |            |            |            |            |            |            |

## المشاركة

### الدول المشاركة
حصلت اليابان على مشاركة مضمونة بصفتها الدولة المضيفة، ولم يلزمها التأهل.
- ألبانيا (1)
- الأرجنتين (1)
- أرمينيا (1)
- أستراليا (11)
- النمسا (1)
- أذربيجان (8)
- بيلاروس (11)
- بلجيكا (4)
- البرازيل (12)
- بلغاريا (8)
- كندا (7)
- الرأس الأخضر (1)
- جزر كايمان (1)
- تشيلي (2)
- الصين (21)
- كولومبيا (1)
- كوستاريكا (1)
- كرواتيا (2)
- كوبا (1)
- قبرص (1)
- جمهورية التشيك (1)
- مصر (11)
- فرنسا (9)
- جورجيا (1)
- ألمانيا (8)
- بريطانيا العظمى (10)
- اليونان (1)
- هونغ كونغ (1)
- المجر (2)
- الهند (1)
- جزيرة أيرلندا (2)
- إسرائيل (10)
- إيطاليا (14)
- جامايكا (1)
- اليابان (22) (المستضيف)
- كازاخستان (2)
- ليتوانيا (1)
- ماليزيا (2)
- المكسيك (4)
- هولندا (6)
- نيوزيلندا (3)
- نيجيريا (1)
- النرويج (2)
- بيرو (1)
- الفلبين (1)
- بولندا (1)
- البرتغال (2)
- رومانيا (3)
- خطأ لوا في وحدة:Country_alias على السطر 165: Invalid country alias: OCR.
- سنغافورة (1)
- سلوفاكيا (1)
- سلوفينيا (1)
- جنوب إفريقيا (2)
- كوريا الجنوبية (7)
- إسبانيا (9)
- سريلانكا (1)
- السويد (2)
- سويسرا (5)
- تايبيه الصينية (5)
- تركيا (5)
- أوكرانيا (13)
- الولايات المتحدة (20)
- أوزبكستان (8)
- فيتنام (2)

## الميداليات
*   البلد المضيف ( اليابان)
| المرتبة | فريق                                                                     | ذهبية | فضية | برونزية | المجموع |
| ------- | ------------------------------------------------------------------------ | ----- | ---- | ------- | ------- |
| 1       | الصين                                                                    | 4     | 5    | 2       | 11      |
| 2       | خطأ لوا في وحدة:Country_alias على السطر 165: Invalid country alias: OCR. | 2     | 4    | 4       | 10      |
| 3       | الولايات المتحدة                                                         | 2     | 2    | 2       | 6       |
| 4       | اليابان*                                                                 | 2     | 1    | 2       | 5       |
| 5       | إسرائيل                                                                  | 2     | 0    | 0       | 2       |
| 6       | البرازيل                                                                 | 1     | 1    | 0       | 2       |
| 7       | بريطانيا العظمى                                                          | 1     | 0    | 2       | 3       |
| 8       | بيلاروس                                                                  | 1     | 0    | 1       | 2       |
| 8       | كوريا الجنوبية                                                           | 1     | 0    | 1       | 2       |
| 10      | بلغاريا                                                                  | 1     | 0    | 0       | 1       |
| 10      | بلجيكا                                                                   | 1     | 0    | 0       | 1       |
| 12      | إيطاليا                                                                  | 0     | 1    | 1       | 2       |
| 13      | ألمانيا                                                                  | 0     | 1    | 0       | 1       |
| 13      | تايبيه الصينية                                                           | 0     | 1    | 0       | 1       |
| 13      | إسبانيا                                                                  | 0     | 1    | 0       | 1       |
| 13      | كرواتيا                                                                  | 0     | 1    | 0       | 1       |
| 17      | أرمينيا                                                                  | 0     | 0    | 1       | 1       |
| 17      | تركيا                                                                    | 0     | 0    | 1       | 1       |
| 17      | اليونان                                                                  | 0     | 0    | 1       | 1       |
| 17      | نيوزيلندا                                                                | 0     | 0    | 1       | 1       |
| المجموع | المجموع                                                                  | 18    | 18   | 19      | 55      |

## الأحداث

### الجمباز الفني

#### الرجال
| Team all-around       | [[ملف:خطأ لوا في وحدة:Country_alias على السطر 165: Invalid country alias: OCR.\|22x20px\|حدود\|alt=\|link=\|خطأ لوا في وحدة:Country_alias على السطر 165: Invalid country alias: OCR.]] [[خطأ لوا في وحدة:Country_alias على السطر 165: Invalid country alias: OCR. في الألعاب الأولمبية الصيفية 2020\|خطأ لوا في وحدة:Country_alias على السطر 165: Invalid country alias: OCR.]] (OCR) دينيس أبليزين ديفيد بيليافسكي أرتور دالالويان نيكيتا ناغورني | اليابان (JPN) · دايكي هاشيموتو · كازوما كايا · تاكيرو كيتازونو · Wataru Tanigawa | الصين (CHN) · Lin Chaopan · Sun Wei ‏ · Xiao Ruoteng · زو جينغيوان |  |  |  |
| Individual all-around | دايكي هاشيموتو · اليابان | Xiao Ruoteng · الصين | نيكيتا ناغورني [[ملف:خطأ لوا في وحدة:Country_alias على السطر 165: Invalid country alias: OCR.\|23x15px\|حدود\|alt=\|link=]] [[خطأ لوا في وحدة:Country_alias على السطر 165: Invalid country alias: OCR. في الألعاب الأولمبية الصيفية 2020\|خطأ لوا في وحدة:Country_alias على السطر 165: Invalid country alias: OCR.]] |  |  |  |
|                       | | | |  |  |  |
| Floor exercise        | ارتيوم دولغوبيات · إسرائيل | Rayderley Zapata · إسبانيا | Xiao Ruoteng · الصين |  |  |  |
| Pommel horse          | ماكس ويتلوك · بريطانيا العظمى | Lee Chih-kai · تايبيه الصينية | كازوما كايا · اليابان |  |  |  |
| Rings                 | ليو يانغ (لاعب جمباز فني) · الصين | You Hao · الصين | الفثيريوس بترونياس · اليونان |  |  |  |
| Vault                 | Shin Jea-hwan · كوريا الجنوبية | دينيس أبليزين [[ملف:خطأ لوا في وحدة:Country_alias على السطر 165: Invalid country alias: OCR.\|23x15px\|حدود\|alt=\|link=]] [[خطأ لوا في وحدة:Country_alias على السطر 165: Invalid country alias: OCR. في الألعاب الأولمبية الصيفية 2020\|خطأ لوا في وحدة:Country_alias على السطر 165: Invalid country alias: OCR.]] | أرتور دافتيان · أرمينيا |  |  |  |
| Parallel bars         | زو جينغيوان · الصين | Lukas Dauser · ألمانيا | فرحات آريجان · تركيا |  |  |  |
| Horizontal bar        | دايكي هاشيموتو · اليابان | Tin Srbić · كرواتيا | نيكيتا ناغورني [[ملف:خطأ لوا في وحدة:Country_alias على السطر 165: Invalid country alias: OCR.\|23x15px\|حدود\|alt=\|link=]] [[خطأ لوا في وحدة:Country_alias على السطر 165: Invalid country alias: OCR. في الألعاب الأولمبية الصيفية 2020\|خطأ لوا في وحدة:Country_alias على السطر 165: Invalid country alias: OCR.]] |  |  |  |

#### النساء
| Team all-around                                                               | [[ملف:خطأ لوا في وحدة:Country_alias على السطر 165: Invalid country alias: OCR.\|22x20px\|حدود\|alt=\|link=\|خطأ لوا في وحدة:Country_alias على السطر 165: Invalid country alias: OCR.]] [[خطأ لوا في وحدة:Country_alias على السطر 165: Invalid country alias: OCR. في الألعاب الأولمبية الصيفية 2020\|خطأ لوا في وحدة:Country_alias على السطر 165: Invalid country alias: OCR.]] (OCR) ليليا أخايموفا فيكتوريا ليستونوفا أنجلينا ميلنيكوفا فلاديسلافا أورازوفا | الولايات المتحدة (USA) · سيمون بايلز · جوردن تشايلز · سونيزا لي · Grace McCallum | بريطانيا العظمى (GBR) · جينيفر جاديروفا · جيسيكا غاديروفا · أليس كينسلا · أميلي مورغان |  |  |  |
| Individual all-around                                                         | سونيزا لي · الولايات المتحدة | ريبيكا أندرادي · البرازيل | أنجلينا ميلنيكوفا [[ملف:خطأ لوا في وحدة:Country_alias على السطر 165: Invalid country alias: OCR.\|23x15px\|حدود\|alt=\|link=]] [[خطأ لوا في وحدة:Country_alias على السطر 165: Invalid country alias: OCR. في الألعاب الأولمبية الصيفية 2020\|خطأ لوا في وحدة:Country_alias على السطر 165: Invalid country alias: OCR.]] |  |  |  |
|                                                                               | | | |  |  |  |
| القفز جمباز السيدات – القفز                                                   | ريبيكا أندرادي · البرازيل | ميكايلا سكينر · الولايات المتحدة | يو سيو-جيونغ · كوريا الجنوبية |  |  |  |
| جهاز المتوازي مختلف الارتفاعات جمباز السيدات – جهاز المتوازي مختلف الارتفاعات | نينا درويل · بلجيكا | أنستازيا إليانكوفا [[ملف:خطأ لوا في وحدة:Country_alias على السطر 165: Invalid country alias: OCR.\|23x15px\|حدود\|alt=\|link=]] [[خطأ لوا في وحدة:Country_alias على السطر 165: Invalid country alias: OCR. في الألعاب الأولمبية الصيفية 2020\|خطأ لوا في وحدة:Country_alias على السطر 165: Invalid country alias: OCR.]] | سونيزا لي · الولايات المتحدة |  |  |  |
| عارضة التوازن جمباز السيدات – عارضة التوازن                                   | غوان تشنتشن · الصين | تانغ شيجينغ · الصين | سيمون بايلز · الولايات المتحدة |  |  |  |
| الحركات الأرضية جمباز السيدات – حركات أرضية                                   | جيد كاري · الولايات المتحدة | فانيسا فيراري · إيطاليا | ماي موراكامي · اليابان |  |  |  |
| الحركات الأرضية جمباز السيدات – حركات أرضية                                   | جيد كاري · الولايات المتحدة | فانيسا فيراري · إيطاليا | أنجلينا ميلنيكوفا [[ملف:خطأ لوا في وحدة:Country_alias على السطر 165: Invalid country alias: OCR.\|23x15px\|حدود\|alt=\|link=]] [[خطأ لوا في وحدة:Country_alias على السطر 165: Invalid country alias: OCR. في الألعاب الأولمبية الصيفية 2020\|خطأ لوا في وحدة:Country_alias على السطر 165: Invalid country alias: OCR.]] |  |  |  |

### الجمباز الإيقاعي
| الألعاب                      | الذهبية                                                                                                | الفضية | البرونزية                                                                                               |
| ---------------------------- | --- | --- | --- |
| فرق شامل جمباز إيقاعي سيدات  | بلغاريا (BUL) · سيمونا ديانكوفا · ستيفاني كيرياكوفا · مادلين رادوكانوفا · لورا ترايتس · إريكا زافيروفا | روسيا (RUS) · أنستازيا بليزنيوك · أنستازيا ماكسيموفا · أنجلينا شكاتوفا · أنستازيا تتاريفا · أليسا تيشينكو | إيطاليا (ITA) · مارتينا سينتوفاني · أغنيس دورانتي · أليسيا موريلي · دانييلا موغرين · مارتينا سانتاندريا |
| فردي شامل جمباز إيقاعي سيدات | لينوي أشرم · إسرائيل                                                                                   | دينا أفرينا [[ملف:خطأ لوا في وحدة:Country_alias على السطر 165: Invalid country alias: OCR.\|23x15px\|حدود\|alt=\|link=]] [[خطأ لوا في وحدة:Country_alias على السطر 165: Invalid country alias: OCR. في الألعاب الأولمبية الصيفية 2020\|خطأ لوا في وحدة:Country_alias على السطر 165: Invalid country alias: OCR.]] | ألينا هارناسكو · بيلاروس                                                                                |

### الترامبولين
| الألعاب                      | الذهبية                     | الفضية               | البرونزية                     |
| ---------------------------- | --------------------------- | -------------------- | ----------------------------- |
| فردي رجال ترامبولين رجال     | إيفان ليتفينوفيتش · بيلاروس | دونغ دونغ · الصين    | ديلان شميت · نيوزيلندا        |
| فردي السيدات ترامبولين سيدات | زو شويينغ · الصين           | ليو لينغلينغ · الصين | برييوني بيج · بريطانيا العظمى |

## وصلات خارجية
- الاتحاد الدولي للجمباز
- Results book – Artistic Gymnastics
- Results book – Rhythmic Gymnastics
- Results book – Trampoline Gymnastics